# Lods et ventes
Les lods et ventes – aussi appelés dans certaines provinces ventes et issues, ventes et gants, ventes et honneurs, et treizième en Normandie – étaient sous l'Ancien Régime un droit casuel consistant en des taxes seigneuriales prélevées à chaque fois qu'une terre en censive était vendue.
Les alleux ou terres allodiales ne payaient pas les lods.
Ce sont les droits de mutation perçus par le seigneur lors de la vente ou de l'échange d'une terre roturière par un censitaire. Il se monte le plus souvent au douzième de la valeur du bien-fonds, comme c'est le cas en Agenais et en Normandie. Mais il n'est pas rare qu'il soit du sixième ou de 20 %, comme à Sens, Bordeaux ou Périgueux. C'était le plus productif des impôts en argent ; aussi, beaucoup de seigneurs le « diminuaient » du quart, voire de la moitié, pour ne pas décourager les mutations par vente.
Dans les seigneuries du domaine royal, certains « officiers » en étaient exemptés : secrétaire du roi, membres de « cours souveraines » de Paris, membres de l'Ordre du Saint-Esprit. Ces exemptions, qui donnaient lieu à des abus, seront supprimées en 1771 par l'abbé Terray.
Dans certains pays, comme en France, ce droit a aujourd’hui été transféré à l’État.

## Suisse
Les droits de mutation sont toujours appelés lods de nos jours dans le canton de Neuchâtel en Suisse.

## Cas du Québec
Au Québec, la propriété éminente issue du régime seigneurial a connu une exceptionnelle longévité. En 1854, sous l'impulsion de Sir Louis-Hippolyte Lafontaine et Sir George-Étienne Cartier, l’Acte pour l'abolition des droits et devoirs féodaux dans le Bas-Canada vient réformer à l'échelle de la province les divers droits seigneuriaux comme les lods et ventes, en remplaçant ceux-ci par le paiement d’une rente seigneuriale fixe. Les tenures en censive deviennent francs-alleu roturiers.
Le gouvernement de Louis-Alexandre Taschereau crée en 1935 le Syndicat national du rachat des rentes seigneuriales (SNRRS), ayant pour but d’homologuer les livres terriers afin de convertir en capital rachetable les rentes constituées. Temporairement, ce sont les municipalités qui collecteront ces rentes, converties en taxes municipales.
C’est le 11 novembre 1940 que les propriétaires de biens seigneuriaux ont perçu pour une dernière fois leurs rentes seigneuriales. À partir de cette date, quelque 60 000 cultivateurs de 245 seigneuries disposent d'un maximum de 41 ans pour racheter le capital des rentes constituées. Les derniers restes des rentes seigneuriales ont ainsi progressivement disparu au Québec, la dernière en 1970.